# Nepenthes pyriformis
Nepenthes pyriformis är en tvåhjärtbladig växtart som först beskrevs av Sh. Kurata (pro sp.  Nepenthes pyriformis ingår i släktet Nepenthes och familjen Nepenthaceae. Inga underarter finns listade i Catalogue of Life.